# Dong
El dong (del vietnamita đồng, literalment "coure" i, per extensió, "moneda") és la unitat monetària del Vietnam. El codi ISO 4217 és VND i s'acostuma a abreujar amb un símbol especial: ₫, o bé D. Tradicionalment s'ha dividit en 10 hào, tot i que a causa del poc valor de la moneda fa temps que la fracció ja no circula. Històricament, el hào se subdividia en 10 xu.
A mitjan 2009, el dong era la segona unitat monetària de valor més baix del món, després del xíling somali.

## Història
A l'època de la colonització francesa, el Vietnam feia servir la piastra de la Indoxina francesa, que fou substituïda pel dong, tant al Vietnam del Nord (el 1946) com al Vietnam del Sud (el 1953), en ambdós casos en termes paritaris (1 dong = 1 piastra). La sucursal a Saigon de l'Institut d'Emission des Etats du Cambodge, du Laos et du Vietnam va ser l'encarregada d'emetre els primers bitllets del Vietnam del Sud, amb la doble denominació en piastres i dongs, que el 1955 serien substituïts pels emesos pel Banc Nacional del Vietnam.
Al nord, el dong va patir dues revaluacions, el 1951 i el 28 de febrer de 1959, la primera a raó de 100 nous dongs per un d'antic i la segona al canvi de 1.000:1 (en aquesta només es varen encunyar noves monedes d'1, 2 i 5 xu datades el 1958). Al sud, el 22 de setembre del 1975, després de la caiguda de Saigon, es va canviar la moneda pel "dong de l'alliberament" a raó de 500 antics dongs sud-vietnamites per cada nou dong.
La unificació monetària es va produir el 3 de maig del 1978, en què el dong nord-vietnamita tenia un canvi paritari 1:1 mentre que el "dong de l'alliberament" sud-vietnamita es canviava per tan sols 8 hào. El 14 de setembre del 1985 el dong va experimentar una nova revaluació a raó de 10 nous dongs per cada un dels antics.

## Monedes i bitllets
Emès pel Banc Estatal del Vietnam (Ngân hàng Nhà nước Việt Nam), en circulen monedes de 200, 500, 1.000, 2.000 i 5.000 dongs, i bitllets de 100, 200, 500, 1.000, 2.000, 5.000, 10.000, 20.000, 50.000, 100.000, 200.000 i 500.000 dongs. A partir del bitllet de 10.000, tots són fets de polímer, un plàstic especial, en comptes del paper tradicional.

## Taxes de canvi
- 1 EUR = 24.902,0979 VND (13 de juliol de 2009)
- 1 USD = 17.805 VND (13 de juliol de 2009)